# Pat Casey (baseballedző)
Patrick Michael Casey (McMinnville, Oregon, 1959. március 17. –) amerikai baseballozó és baseballedző, 1995 és 2018 között az Oregon State Beavers vezetőedzője. 1978 és 1980 között a Portland Pilots középkülsőse volt.

## Játékosként
A newbergi középiskolában érettségizett. A Portlandi Egyetemen baseballozott és kosárlabdázott; 1979-ben elnyerte az All-Pac-10 elismerést. Az 1980-as MLB-draft tizedik körében a San Diego Padres kiválasztotta; 1980 és 1984 között a Padres, 1985–1986-ban a Seattle Mariners, 1987-ben pedig a Portland Beavers játékosa volt.

## Edzőként
1989 és 1994 között a George Fox Bruins baseballedzője és kosárlabdázója volt. Alapdiplomáját 1990-ben szerezte.
1995 és 2018 között az Oregon State Beavers munkatársa volt. Elsősorban az északnyugati régióból toborzott. Hat szezonban győztek 45-ször vagy többször, hatszor vettek részt a College World Seriesen és háromszor lettek országos bajnokok. Casey az NCAA történetének egyetlen edzője, aki hat selejtezőt követően csapatát kijuttatta a bajnokságra (2006-ban és 2018-ban). A 2006-os bajnokságot követően a csapat történetében először a rangsorok élére került. 2005-ben, 2006-ban, 2011-ben, 2013-ban és 2017-ben a Pacific-10 Conference, 2006-ban a Baseball America, 2017-ben pedig az NCWBA az év, illetve a Baseball America a 2000–2009 közötti időszakban az évtized edzőjének választotta. 2018-ban visszavonult.
Pályafutása során a Notre Dame Fighting Irish és a Texas Longhorns is állást ajánlott neki, de ezeket elutasította.

## Családja
Római katolikus. Feleségével, Susannel három fiuk és egy lányuk született.
Fivére, Chris Casey a George Fox Bruins amerikaifutball-edzője.

## Eredményei vezetőedzőként
| Szezon                                                  | Eredmény                                    | Eredmény                                    | Helyezés                                    | Továbbjutás                                 |
| Szezon                                                  | Összesen                                    | Konferencia                                 | Helyezés                                    | Továbbjutás                                 |
| George Fox Bruins (Metro Valley Conference)             | George Fox Bruins (Metro Valley Conference) | George Fox Bruins (Metro Valley Conference) | George Fox Bruins (Metro Valley Conference) | George Fox Bruins (Metro Valley Conference) |
| ------------------------------------------------------- | ------------------------------------------- | ------------------------------------------- | ------------------------------------------- | ------------------------------------------- |
| 1988                                                    | 15–14                                       | –                                           | –                                           | NAIA District                               |
| 1989                                                    | 22–14                                       | –                                           | –                                           | NAIA District                               |
| 1990                                                    | 24–17                                       | –                                           | –                                           | NAIA District                               |
| 1991                                                    | 24–21                                       | –                                           | –                                           | NAIA Area                                   |
| 1992                                                    | 29–18                                       | –                                           | –                                           | NAIA Area                                   |
| George Fox Bruins (Cascade League/Conference)           |                                             |                                             |                                             |                                             |
| 1993                                                    | 26–16–1                                     | 14–3                                        | 1.                                          | NAIA Area                                   |
| 1994                                                    | 31–13                                       | 16–2                                        | 1.                                          | NAIA District                               |
| George Fox:                                             | 171–113–1 (.602)                            | 30–5 (.857)                                 | –                                           | –                                           |
| Oregon State Beavers (Pacific-10/Pac-12 Conference)     |                                             |                                             |                                             |                                             |
| 1995                                                    | 25–24–1                                     | 14–16                                       | 4.                                          | –                                           |
| 1996                                                    | 32–16–1                                     | 14–10                                       | 2.                                          | –                                           |
| 1997                                                    | 38–12–1                                     | 18–6                                        | 2.                                          | –                                           |
| 1998                                                    | 35–14–1                                     | 15–9                                        | 2.                                          | –                                           |
| 1999                                                    | 19–35                                       | 7–17                                        | 8.                                          | –                                           |
| 2000                                                    | 28–27                                       | 9–15                                        | 6.                                          | –                                           |
| 2001                                                    | 31–24                                       | 11–13                                       | 6.                                          | –                                           |
| 2002                                                    | 31–23                                       | 10–14                                       | 6.                                          | –                                           |
| 2003                                                    | 25–28                                       | 7–17                                        | T–8.                                        | –                                           |
| 2004                                                    | 31–22                                       | 10–14                                       | T–6.                                        | –                                           |
| 2005                                                    | 46–12                                       | 19–5                                        | 1.                                          | College World Series                        |
| 2006                                                    | 50–16                                       | 16–7                                        | 1.                                          | College World Series bajnok                 |
| 2007                                                    | 49–18                                       | 10–14                                       | T–6.                                        | College World Series bajnok                 |
| 2008                                                    | 28–24                                       | 11–13                                       | T–6.                                        | –                                           |
| 2009                                                    | 37–19                                       | 15–12                                       | T–3.                                        | NCAA Regional                               |
| 2010                                                    | 32–23                                       | 12–15                                       | T–7.                                        | NCAA Regional                               |
| 2011                                                    | 41–19                                       | 17–10                                       | T–2.                                        | NCAA Super Regional                         |
| 2012                                                    | 40–20                                       | 18–12                                       | T–4.                                        | NCAA Regional                               |
| 2013                                                    | 52–13                                       | 24–6                                        | 1.                                          | College World Series                        |
| 2014                                                    | 45–14                                       | 23–7                                        | 1.                                          | NCAA Regional                               |
| 2015                                                    | 39–18–1                                     | 19–10–1                                     | 2.                                          | NCAA Regional                               |
| 2016                                                    | 35–19                                       | 16–14                                       | T–3.                                        | –                                           |
| 2017                                                    | 56–6                                        | 27–3                                        | 1.                                          | College World Series                        |
| 2018                                                    | 55–12–1                                     | 20–9–1                                      | 2.                                          | College World Series bajnok                 |
| Oregon State:                                           | 900–458–6 (.662)                            | 362–268–2 (.574)                            | –                                           | –                                           |
| Összesen:                                               | 1071–571–7 (.652)                           | –                                           | –                                           | –                                           |
| Jelmagyarázat: Országos bajnok Konferenciaszezon-bajnok |                                             |                                             |                                             |                                             |

## Fordítás
- Ez a szócikk részben vagy egészben  a   Pat Casey (baseball) című angol Wikipédia-szócikk ezen változatának fordításán alapul.  Az eredeti cikk szerkesztőit annak laptörténete sorolja fel. Ez a jelzés csupán a megfogalmazás eredetét és a szerzői jogokat jelzi, nem szolgál a cikkben szereplő információk forrásmegjelöléseként.